# Кромуел (танк)
Mk.VIII Кромуел (A27M) (англ. Tank, Cruiser, Mk VIII, Cromwell (A27M)) е британски крайцерски среден танк от периода на Втората световна война. Назован е в чест на английския генерал и държавник Оливър Кромуел, от времето на Английската гражданска война от 1642 г. Разработен е от Лейланд и BRC&W. Произвеждан е серийно от 1943 до 1945 г., като общо са построени 1070 танка. Взема участие във Втората световна война и Корейската война.

## История
Разработката на танка започва през 1940 г. По това време подготовката за производство на танка „Крусейдър“ (Mk VI Crusader (A15)) върви бавно и армейското командване поставя задача за нов танк, който се предвижда да влезе на въоръжение през 1942 г., въоръжен с новото 75-mm нарезно QF оръдие. Компанията „Нъфилд“ (Nuffield) разработва свой модел – А24, на основата на „Крусейдър“ с 12-цилиндров V-образен двигател „Либърти“ (Liberty). В същото време компаниите „Лейланд“ (Leyland Motors) Motors и BRC&W (Birmingham Railway Carriage and Wagon Company) представят своя прототип, подобен на А24, но с различно окачване и ходова част, през януари 1941 г., като получават поръчка за 6 машини, които трябва да минат през изпитания през пролетта на 1942 г. Впоследствие се взема решение да бъдат разработени три различни танка:
- A24 Кромуел, разработен от „Нътфийлд“, по-късно приел името Кавалиър (Cavalier)  – с двигател „Либърти“ и окачване „Уилсън“.
- A27L Кромуел II, разработен от „Лейланд“, по-късно приел името Сентор (Centaur) – с двигател „Либърти“ и скоростна кутия „Мерит-Браун“.
- A27M Кромуел III, разработен от BRC&W, по-късно приел името Кромуел (Cromwell) – с двигател „Ролс-Ройс Метеор“ (Rolls-Royce Meteor) и скоростна кутия „Мерит-Браун“.

## Устройство

### Конструкция
Танкът е с класическа компоновка – отделение за управление отпред, където са разположени механик-водачът и помощник-водачът, който е и стрелец с курсовата картечницата; бойно отделение в средата, където в триместна купола са разположени командирът, мерачът и пълначът-радист; машинно-трансмисионно отделение в задната част.

### Двигател и трансмисия
Двигателят е 12-цилиндров V-образен бензинов двигател с течно охлаждане „Ролс-Ройс Метеор“ с мощност 600 к.с. при 2550 об./мин. Двигателят позволява да се развие максимална скорост от 64 km/h, което прави „Кромуел“ най-бързия британски танк през Втората световна война. Трансмисията се състои от скоростна кутия „Мерит-Браун“ (Merrit-Brown Z5) – петскоростна, несинхронизирана; двудисков главен фрикцион със сухо триене; два планетарни механизма, бордови предавки и спирачки.

### Ходова част
Ходовата част се състои от по 5 гумирани сдвоени опорни ролки на борд, задно водещо и предно направляващо колело. Веригата се състои от 136 стоманени елемента (трака) с ширина 356 mm. Окачването е индивидуално, с вертикални цилиндрични пружини и хидравлични амортисьори с двустранно действие на 1, 2, 4 и 5 ролка.

### Въоръжение
Основното въоръжение в модификациите от I до III е 57-mm нарезно QF оръдие (Ordnance QF 6-pounder) с боекомплект от 64 снаряда, а от модификация „Кромуел“ IV се монтира 75-mm нарезно оръдие ROQF Mk V. Ъгълът на възвишение/снижение на оръдието е от +20 до –12,5°. Първоначално боекомплектът включва само бронебойни и подкалибрени снаряди за борба с противниковата бронирана техника. По-късно е допълнен и с осколочно-фугасни снаряди, като това налага и сериозна преработка на оръдието. За стрелба мерачът използва телескопичен прицел № 33 или № 39 МкII.
При модификацията „Кромуел“ VI, както и при „Сентор“ IV, оръдието е заменено с 95-mm гаубица (Ordnance QF 95 mm howitzer). Допълнителното въоръжение се състои от две 7,92-mm картечници BESA. Едната е сдвоена с оръдието, а другата е монтирана на сферична установка на челния брониран лист на корпуса. За стрелба с нея помощник-водачът използва телескопичен прицел № 35. Боекомплектът за картечниците е от 4950 патрона. Допълнително в танка се съхранява и една 7,7-mm картечница Bren, която се използва за стрелба по въздушни цели, с боекомплект 600 патрона.

### Защита и оборудване
Корпусът е изграден от валцувани листове от хомогенна стомана, свързани нитово. Само листовете в предната и задната част на корпуса са свързани чрез заварка. На версии след MkV са заварявани допълнителни бронирани листове – тези модификации са означени с добавено „w“ в наименованието. Куполата е направена от заварени стоманени листове, върху които са закрепени допълнителни бронирани листове. Модификациите на куполите са от А до F, като от А до С бронираните листове са закрепяни върху куполата с болтове, а при версии Dw и Ew са заварявани. При версия Mk Vw челната броня нараства на 101 mm.

## Варианти
Разликите между танковете „Сентор“ и „Кромуел“ не са големи – „Сентор“ е по-лек, с по един хидравличен амортисьор по-малко, с по-маломощен двигател.

### „Сентор“ (Centaur)
- Centaur Mk I (A27L)  – базов вариант с 57-mm оръдие QF6 pounder, използван в учебните части;
- Centaur Mk II – вариант с по-широки тракове и без курсова картечница. Не е влязъл в производство;
- Centaur Mk III – преоборудвани Centaur Mk I със 75-mm оръдие;
- Centaur Mk IV – 114 машини, въоръжени с 95-mm гаубица. Единствените „Сентор“, използвани в бойни действия;
- Centaur Observation Post (OP)  – версия с фалшиво оръдие и допълнителна радиостанция.

### „Кромуел“ (Cromwell)
- Cromwell Mk I (A27M) – базов вариант, идентичен на Centaur Mk I, но с нов двигател – „Ролс-Ройс Метеор“;
- Cromwell Mk II – разработка на „Воксхол“ (Vauxhall) с купола, подобна на „Чърчил“ VII. Не е влязъл в производство;
- Cromwell Mk III – танк „Сентор“, модернизиран до стандарт „Кромуел“, с двигател – „Ролс-Ройс Метеор“;
- Cromwell Mk IV – модернизирани версии „Сентор“ Mk I и Mk III с ново 75-mm оръдие;
- Cromwell Mk V – модернизирана версия „Кромуел“ с ново 75-mm оръдие;
- Cromwell Mk Vw – модернизирана версия на „Кромуел“ с корпус от заварени листове (означението w е от welded) и челна броня, увеличена на 101 mm;
- Cromwell Mk VI – версия на „Кромуел“ с 95-mm гаубица;
- Cromwell Mk VII – модернизирани версии „Кромуел“ Mk III, Mk IV и Mk V с увеличена броня, но с по-ниска скорост. Масата на танка е 29 t;
- Cromwell Mk VIII – модернизирана версия на „Кромуел“, аналогична на Mk VII с 95-mm гаубица.
- Cromwell Command – версия с премахнато оръдие, но добавени допълнителни две радиостанции №19. Използван за бригадни и дивизионни командвания.
- Cromwell Observation Post – Mk IV, Mk VI, или Mk VIII с допълнително радиооборудване – 2 x No. 19 и 2 x No. 38 (портативни) радиостанции.
- Cromwell Control – версия с допълнителна радиостанция №19, използван в полкови командвания.

## Машини на основата на „Кромуел“ и „Сентор“
- Centaur AA Mk I – танк, използван от противовъздушната отбрана. Куполата е от танк „Крусейдър“ (Crusader AA Mk II) на корпус от „Сентор“. Въоръжен с две 20-mm оръдия Polsten;
- Centaur AA Mk II – аналогичен на Centaur AA Mk I, но с купола от танк „Крусейдър“ (Crusader AA Mk III). Въоръжен с две 20-mm оръдия Polsten.
- Centaur Dozer – версия, оборудвана с булдозерно гребло;Centaur Dozer – версия с премахната купола и оборудвана с булдозерно гребло;
- Centaur Kangaroo – версия с премахната купола, предназначена за транспортиране на хора;
- Centaur Armoured Recovery Vehicle (ARV) – бронирана ремонтно-евакуационна машина;
- FV 4101 Charioteer с 84-mm оръдие Ordnance QF 20 pounder.FV 4101 Charioteer – „Чариотиър“ – следвоенна разработка на основата на „Кромуел“ с 84-mm оръдие Ordnance QF 20 pounder.
- A30 Challenger – „Чаленджър“ – танк, разработен на основата на удължен корпус на „Кромуел“ с нова купола и 76,2-mm оръдие;
- A30 Avenger SP 17pdr – „Ивенджър“ – модификация на „Чаленджър“ с олекотена открита купола;
- A33 Excelsior – „Икселсиор“ – експериментален пехотен танк, предназначен за замяната на „Чърчил“;
- A34 Comet – „Комет“ – танк, на основата на „Кромуел“.

## Бойна история
- Танк „Кромуел“ води бронирана колона при десанта в Нормандия, 7 юни 1944 г.Втора световна война– Танкът влиза в бой за първи път при десанта в Нормандия през юни 1944 г. Приет е на въоръжение в 6-а въздушнопреносима дивизия, 7-а бронирана дивизия, 11-а бронирана дивизия, гвардейската бронирана дивизия, 1-ва полска бронирана дивизия, 1-ва чехословашка бронирана бригада към 1-ва канадска армия.[3] Участва в бойни действия в Северозападна Европа, където се отличава със своята бързина и маневреност. За да бъдат по-ефективни срещу добре бронираните германски танкове, „Кромуел“ често са използвани съвместно с А30 „Чаланджър“ и американските М4 „Шърман Файърфлай“ (Sherman Firefly), а в самия край на войната и с новите A34 „Комет“. От всички версии на „Сентор“ само Mk IV, въоръжен с 95-mm гаубица, взема участие при десанта в Нормандия.[4] Останалите машини са използвани като учебно-тренировъчни.

- Корейска война (1950 – 1953) – танкът е използван от 7-и кралски танков полк и 8-и кралски полк ирландски хусари.
- Гражданска война в Гърция (1946 – 1949) – изпратените през 1946 г. 52 танка първоначално не са използвани, поради липса на обучен персонал. Влизат в употреба през 1949 г., когато са използвани за сражения в планинските местности.

## Бивши оператори
- Великобритания
- Гърция
- Израел
- Полша
- Португалия
- Финландия
- Чехословакия